# Radnice v Hlubčicích
Radnice v Hlubčicích je dům na náměstí (Rynek) v centru města Hlubčice v Opolském vojvodství. Stojí na adrese Rynek 1.

## Historie

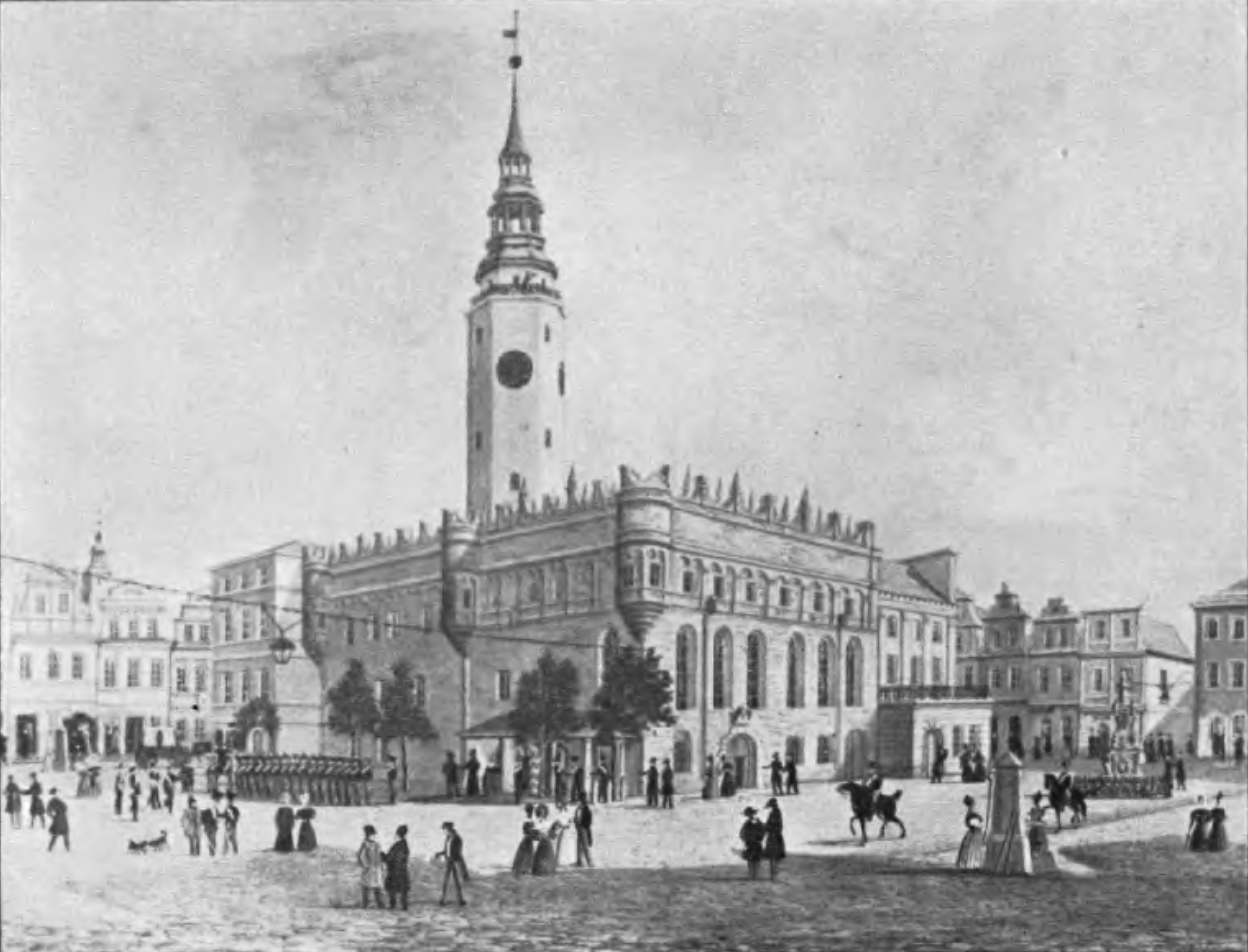
radnice v letech 1863–1864

Hlubčická radnice byla poprvé zmíněna v roce 1383. Vznikla z přestavby kupeckého domu ze 13. století. V roce 1570 byla radnice rozšířena o věž a získala tak renesanční podobu s bohatě zdobenou atikou. Při požáru města v roce 1603 vyhořela. V roce 1606 byla radnice přestavěna, věž dostala sgrafitovou výzdobu. V letech 1862–1864 byla opět přestavěna, tentokrát v novogotickém stylu podle návrhu vratislavského architekta Karla Lüdeckeho. V roce 1931 byl pod vedením Paula Klehra přestavěn sál a místnosti spořitelny na radnici. Pomník pruského polního maršála Remuse von Woyrsche od Paula Ondrusche, který dříve stál venku u paty věže, byl přemístěn do síně a ze staré soukenné síně se stala vstupní síň. Následně byl přesunut hlavní vchod ze západní do severní části budovy.
Na konci druhé světové války v roce 1945 radnice vyhořela při bombardování. Ohořelá ruina byla postupně rozebírána do úrovně přízemí. V roce 2006 začala obnova radnice, která byla dokončena v roce 2008. Fasáda radnice získala novorenesanční podobu. V budově nyní sídlí muzeum Hlubčicka a knihovna, věž slouží jako vyhlídka.